# Ace Combat: Joint Assault
Ace Combat: Joint Assault est un simulateur de vol de combat développé par Access Games et édité par Namco Bandai, sorti en 2010 sur PlayStation Portable. C'est le second opus sur PlayStation Portable de la série de jeux vidéo Ace Combat, succédant à Ace Combat X: Skies of Deception, sorti en 2006.

## Système de jeu
Le jeu propose à la fois un mode solo et un mode multijoueur (mode ad-hoc et mode Infrastructure). Une campagne coopérative peut être jouée avec un maximum de quatre joueurs et un mode multijoueur prenant en charge jusqu'à huit joueurs qui s'affrontent est disponible. Certaines missions de la campagne utilisent le système Mission Joint Assault, qui sépare les joueurs en deux équipes afin de coordonner les attaques sur plusieurs fronts. La situation de la première équipe détermine celle de l'autre équipe.

### Avions
Le joueur peut prendre le contrôle de plus de 40 avions réels ainsi que d'aéronefs fictifs, vus dans les précédents opus de la série Ace Combat, notamment dans Ace Combat X: Skies of Deception. Un nouveau chasseur fictif fait son apparition dans Joint Assault, il s'agit du GAF-1 Varcolac. Pour la première fois, des avions à hélices sont disponibles : le joueur peut débloquer le F6F-5 Hellcat et le A6M Zero. Les avions sont débloqués en effectuant certaines missions, dans différents niveaux de difficulté. L'utilisation fréquente de chaque avion permet au joueur de débloquer de nouvelles armes, des pièces, des peintures, et de nouveaux emblèmes.

## Trame

### Personnages
Le joueur assume le rôle d'un pilote fraîchement embauché par une société militaire privée appelée Martinez Security, et rattaché à l'escadron Antares sous le commandement du major Frederick Burford. L'entreprise possède aussi un autre escadron, appelé Rigel, qui comporte quatre pilotes expérimentés, Milosz Sulejmani, Daniel Oruma, Faryd Gaviria, et Tolia Kiriakov. Le contexte de guerre s'articule autour du Colonel Nicolae Dumitrescu, chef de l'organisation terroriste Valahia, et de l'homme d'affaires Andre Olivieri.

### Scénario
L'histoire se déroule peu de temps après la crise financière mondiale. Le joueur vole pour la première fois pour Martinez Security lors d'un exercice impliquant la 7e Flotte américaine et la Force maritime d'autodéfense japonaise, au-dessus des îles Midway. Après un entraînement réussi, plusieurs avions non identifiés apparaissent soudainement sur la zone d'opération. Il s'agit d'appareils appartenant à une organisation terroriste de grande ampleur, appelée Valahia, qui projette de lancer une attaque contre la ville de Tokyo. Martinez Security part faire face à cette menace aux côtés de ses alliés. La défense de Tokyo est un succès et l'imposante forteresse volante de Valahia, l'Orgoi, est détruite. Le Spiridus, une autre base volante à la technologie de pointe, subit également de nombreux dommages. L'escadron Antares contribue aussi à repousser les attaques de Valahia dans la péninsule de Bōsō et aux îles d'Izu. Mais l'escadron Rigel change de camp après que le leader de Valahia, Nicolae Dumitrescu, a proposé une offre financière considérable aux cinq pilotes.
Martinez Security rejoint alors la FIMP, la Force Internationale pour le Maintien de la Paix (IUPF pour International Union Peacekeeping Force en anglais), dans le but de stopper toute activité de Valahia. Les premières opérations se déroulent au Moyen-Orient et dans les Balkans. Lors des missions en Croatie et en Serbie, le joueur doit affronter les déserteurs de l'escadron Rigel, maintenant connu comme l'escadron Varcolac. La progression de la coalition continue et le Spiridus est détruit dans le ciel de Londres. Mais Dumitrescu annonce que des missiles balistiques soviétiques, positionnés en Asie centrale, sont en possession de Valahia. Alors que la FIMP prépare une attaque sur les silos, le joueur est sollicité pour piloter l'avion personnel d'Andre Olivieri, un Boeing 747-200B, au-dessus d'un territoire sous contrôle de Valahia.
Après avoir détruit les silos, le joueur découvre qu'Olivieri utilisait les revenus de sa société d'assurances pour financer les actions de Valahia et celles de la FIMP. Les attaques font donc partie du plan d'Olivieri, qui souhaite posséder le monopole sur le marché des assurances. Une opération nommée Golden Axe, qui devrait avoir lieu à San Francisco, est programmée. L'escadre Antares, positionnée aux îles Midway après l'attaque en Asie centrale, est attaquée par les forces de Golden Axe. Ces dernières veulent dissuader Martinez Security de continuer leur opération.
Au-dessus des États-Unis, Antares affronte le reste des forces du plan Golden Axe. Lors de la mission finale, le joueur doit éliminer l'escadron Varcolac et détruire le siège d'Olivieri à San Francisco, où est situé son centre de données souterrains.

## Développement
Le jeu a été officiellement annoncé par Namco Bandai le 12 janvier 2010 mais des captures d'écrans avaient été divulguées la veille sur le site anglophone IGN.

## Accueil
Le jeu a reçu un accueil mitigé. Les sites anglophones GameSpot et IGN ont déclaré que le scénario n'est pas aussi spectaculaire que les précédents opus de la série mais ont salué le système de jeu coopératif et l'accès facile à de nouvelles récompenses. G4tv.com a attribué à Joint Assault un score de 4/5.